# 霹靂布袋戲人物列表/ㄕ
霹靂布袋戲人物列表的人物列表

## 十九爺
十九爺乃是東瀛最大賭坊富貴山莊的大莊家，個性好客爽朗，善於情報收集，莫召奴重回東瀛時在其據地了解東瀛目前各方勢力分佈。當年莫召奴在鬼祭將軍敗戰後，從鬼祭舊部齋滕鳴找到鬼祭宗煌，將之帶入落日故鄉，並與十九爺合力擒住鬼祭座下第一大將八岐太歲，莫召奴以換取鬼之瞳(太陽之海)十分之一財寶的條件換取十九爺長年多年來以天儀四柱鎖囚禁八岐太歲，始終未有結果，漸感不耐，為謀奪鬼之瞳，十九爺暗中勾結櫻千代，著命櫻千代為鬼祭殘部幻雲齋效力時，套取相關情報，且將淵姬贈予的奇毒天衣有縫落在八岐太歲身上。
後來十九爺刻意讓幻雲齋派來富貴山莊臥底的藤一郎偷襲得手後，毀掉自己的基業，使他們救出順利救出八岐太歲，同時放出訊息引來神風營大軍圍捕莫召奴，十九爺本人則詐作受傷，由神秘劍客保護，讓櫻千代從八岐太歲口中得知鬼之瞳收藏在東瀛知名機關師荻少將建造的棧冥鬼屋這項重要情報。
當八岐太歲身亡後，神無月中毒後，十九爺露出真面目，對神祕劍客施予偷襲，將他困入鐵籠機關，
櫻千代殺死幻雲齋重歸十九爺帳下後，正當十九爺想重施故技趁與莫召奴會面時施加暗算之際，卻被看穿一切的莫召奴擋下，神祕劍客也被草一色救出，十九爺唯有讓手下掩護逃離。
失手的十九爺決定搶先奪取鬼之瞳，調集人馬攻上棧冥鬼屋，結果卻陷入荻少將安排的重重機關裡，無法脫身，最後十九爺唯有靠犧牲櫻千代逃出棧冥鬼屋，而櫻千代也及時被莫召奴救下。敗若喪家犬的十九爺於道左遇上追殺而來的草一色，草一色自揭出身落日故鄉，告知良峰貞義懷疑十九爺為人不忠誠，命其進入富貴山莊查探。十九爺一時心虛，交手之際，十九爺雖功力深厚、招式剛沉，卻反被草一色避實擊虛的手法克制，遭麻將打斷四肢，草一色當場梟首，完成任務。。
- 武學：天羅掌、破山手

## 史菁菁
史豔文之女，万教之子金太极的妻子。在荒野金刀独眼龙，金太极之间有一场纠结的爱情。愛子紫霹靂慘亡後出家，改名化醜，後又成為素還真的徒弟。

## 釋丹鳳
釋丹鳳為台灣霹靂布袋戲人物，天理老人的部下，協助其進行臉皮移植手術，並幫友情之家解圍事情，真實身分乃十三道安排的臥底，暗中調查合修會不為人知的勾當，死於生產蜘蛛之孕（霹靂狂刀第29集亡於網中人）。

ps：釵頭鳳乃武皇之女，與釋丹鳳無關係。

## 沙人畏
登場於霹靂眼第6集，武林三大死境血林之主，名人榜上的天下第一毒，實為魔域出身的千手毒王弟子，後在霹靂至尊第12集被談無慾所殺。
沙人畏乃是歐陽上智十六義子之一，被素還真和談無慾共同列為天下第一毒，代替歐陽世家執掌武林三大死境中的血林，曾以無形劇毒肆虐一時，毒死火雲公，在一線生體內落下金絲毒蟲奉歐陽上智命令毒死知曉歐陽世家機密的談笑眉，毒化劍藏玄身邊的飛狼，使之成為三魔靈之一，屢次用計要毒死素還真，卻都以失敗告終。
原隸屬歐陽世家的沙人畏，在歐陽上智假裝被炸死後，妄自稱大夥同蔭屍人、宇文天叛出歐陽世家，並聯合談無慾遊走武林外圍，在與歐陽大軍對戰時對素雲流使用天女塵，使她只有四十八個時辰可活，後來在素還真的巧計下取得解藥解救其妹。但又在骷髏堡被歐陽上智懾服，奉命臥底談無慾身旁，可是他生離骷髏堡之舉也倍受懷疑，只是他以被師傅天毒所救的言詞塘塞過去，但在投往南霸天時，臥底身分被普九年揭破，憤怒的談無慾當場一劍斬下其首級。

## 殺僧不留佛
違師背祖忘忠義，姦淫擄掠任自我。離經叛道求罪惡，殺神誅仙不留佛。
霹靂神州III之天罪第38集登場，在霹靂天啟第16集被俠腸無醫斬殺。 過去是血榜殺手第八人，姦淫擄掠、無惡不做的惡僧。其人皮堅肉硬如銅牆鐵壁，拳大如缽勁力十足，血榜幕後黑手「生殺在握」權傾天清楚他性好女色，做事會不分輕重，要求其在其左右作貼身護衛，在權傾天失蹤後(實為下酆都毒害身亡)，被須彌如來藏雙首座中的玄藏不思議親自制伏，受困於六識枷鎖成為龍神法幢車伕，號曰「崑崙奴」。直到留殺名家用假的入度不轉輪與須彌如來藏交易，才重新還他自由。
殺僧不留佛脫困後，不改昔年凶悍好色本性，四處為惡，先挑上須彌如來藏「法女」遊子安，泰逢出手保護卻受制靈體無法發揮原有實力，導致被其重創，遊子安失手被擒，所幸宗喀爾早有預見，竺宗師、摩訶準適時找上沙僧，使殺僧敗興而退。同時，邪靈首領未來之宰為試探殺僧，派出女邪靈凜，結果是凜的雙手慘被打斷，為殺僧污辱身亡。
此時代表權傾天的五指玄丹手印再度出現，殺僧受命與未來之宰合作參與冷月峽之戰，並與葉小釵對上，後來閻羅王鎖偷襲蒼得手後，殺僧與神患夾擊葉小釵，但因為魑離船突然衝出地面將戰局打亂。
在留殺名家死於千葉傳奇劍下後，殺僧不留佛本慶幸不用再受制於人，卻遇上新出江湖的俠腸無醫出現，被他用下駟之劍當場斬首，殺他的真正原因是假冒權傾天的太學主遊戲興致已減，派遣俠腸無醫將之抹除，讓俠腸無醫取得好名聲。

## 壽佛無量識
詩號：無量壽，無量喜，佛說無量，阿難藏識自觀空。
寒山古剎住持，奉皇靝的師兄，老成持重的出家人，對於聖魔定義有其堅持。寒山古剎為天佛原鄉支脈，故與龠勝明巒有相當淵源，當師弟鳳磊犧牲讓斷滅闡提身中煉魔天脈之招，淨無幻為續其命求藥而來，百般請求下始打動壽佛，給予化戒心丹。後被天佛原鄉恆沙普賢招攬為金縷衣使者，代表參加佛鄉出席十擘雲集，說明佛鄉不協助抗衡胤天皇朝，並協助加強無盡天峰的封印，防堵天之厲現世，不料遇到要破解封印的元種八厲的魑嶽，雖力戰使出「佛心大悲‧煉魔天脈」不能敵，遂選擇自爆加強無盡天峰封印，使魑嶽不得不以刀懸一命之死換取破封。 
- 武學：佛心大悲‧煉魔天脈
- 部屬：奉菩提、謁金剛

## 赦生童子
赦生童子份屬魔界五大先鋒之一，負責鎮守赦生道，赦生道原為殺生道，因赦生童子拜師襲滅天來，得他指點殺僧取業之法，咒封雙目、口不能言，出手只能殺害僧人，利用佛家靈氣刺激自己更上一層樓，此法門越是修練，功力會越降低，好配合練成後暴增的功體。初登場即力戰佛劍分說，展現不凡實力，赦生童子為試探練有「道留萍蹤」的宮紫玄，繼元禍天荒之後前往追殺，雖被天險刀藏阻攔，但與之配合的別見狂華順利擒走了宮紫玄完成任務。
並在正道探測封雲山的玄宗封印時，赦生童子所遇的對手是是出身萬聖巖的四方僧與費思量，兩人皆非他的一合之將，死在狼煙戟下。其後為奪魔心復活魔君，元禍天荒和赦生童子聯袂攻打聖域，率先用魔箭摧毀聖域防衛，力戰八葉蓮等僧人。同時，為將正道個個擊破，赦生童子與別見狂華、元禍天荒三大先鋒，鎖定接續目標劍子仙跡聯手出擊，元禍天荒順利得手斬下劍子一臂，但劍子也讓練峨眉救離。
為防皮鼓師引領正道殺入瀚海，赦生童子也奉命親身追殺，刺穿他引以為傲的皮鼓，將皮鼓師打敗。後於正道進攻瀚海時，得赦生童子力戰耆耋耄與金八珍，將耆耋耄擊殺。
後為擺脫咒封也為試探佛門實力，赦生童子在吞佛童子陪伴下，隻身殺入雲路天關，大戰八葉蓮及他率領的羅漢金身，在一身真氣降至最低時終於修練功成，化為紅髮殺體，將在場僧人全數誅殺，更上一層樓。在元禍天荒把萬聖巖所在地的消息傳回魔界後，赦生童子跟他一起殺上入口處的雲路天關，但卻遇上佛門陣法久攻不落，最後是閻魔旱魃親自出手破陣，並將兩人帶回。
期間，適逢北辰元凰瓜代翳流教主重現，魔界派出赦生童子帶兵殺上，雖成功擊殺嘯引戰川等人，但北辰元凰展現過人實力，而談無慾也攜眾援手，使魔界先知決定撤軍。隨著任沈浮取得假的七彩雲霓，閻魔旱魃決意向了無之境發兵，一舉剷除中原正道，雖然赦生童子順利殺死來阻的天險刀藏。
由於別見狂華、元禍天荒二將相繼身亡，閻魔旱魃將一瓶魔源交給赦生童子讓他將螣邪郎與蟠凶、魔刺兒三將復活，螣邪郎乃是赦生童子同父同母的兄弟，但因為母親九禍的操弄，當時他們並不知悉自己身世，但螣邪郎仍然很疼愛弟弟，只是表面上不斷用刺激言語要激發赦生童子與吞佛童子比較的鬥心，後來螣邪郎險些敗亡在聖戟之主燕歸人手下時也是赦生童子出馬將他救回，最後在螣邪郎戰死時，赦生童子亦為他深感悲悼。
得知聖戟、神刀有誅魔之威後，閻魔旱魃為杜絕後患將神刀奪入手中並沈進妖獨池，交給赦生童子看守，在魔君於萍山陷入正道陣局時，赦生童子堅守不出，未中正道調虎離山之策，一夫力戰來奪神刀的鹿王泊寒波、白髮劍者與鬼梁兵府將領未落下風，最後得狂龍一聲笑之助保住了神刀，後在寰宇奇藏誤導下，閻魔旱魃前往嘯陽谷意圖毀去神刀時，赦生童子於途中力戰素還真所化的白髮劍者與葉小釵雙劍聯手，最後不敵身亡。後來赦生童子在魔界對上墨塵音發動的四奇陣時有以靈體身份短暫再現。

## 山濤君
西丘三君之一，乃一陰沉工於心計的野心家，建立血道天宮。在霹靂幽靈箭第13集登場，歿於霹靂幽靈箭第24集
修行於滅境西丘百花居的先天者，與蟻天海殤君、靜天雲岫君合稱西丘三君，集結三途判與儒教六聖子召開十人會，派遣三途判偷襲佛教，六聖子攻擊十三邪靈，企圖成為滅境的第三股勢力。由於其計畫被海殤君所知，早先一步告知一頁書、眾天、慈航渡等滅境正道高人，計畫胎死腹中，攻勢遭到瓦解。山濤君逃亡至苦境，化名霸香子，但在荒龍道被素還真擊敗，斷去左手食指，令山濤君喪失地雲行左的根基，改往西武林創立血道天宮，身任大宮主，得號千面聖尊。
在部屬秋風之刀帶出血道天宮後，山濤君化名玄羽丹潛入江湖，謊稱黃梧札可治素還真，詐素續緣往西丘求書實則是為了修回地雲行左一招，懲處辦事不力的秋風之刀。並以右手的天浪貫右，恫嚇鬼王棺加入血道天宮。
在七重冥王與海殤君一戰之後，山濤君進入魔域說明海殤君的身份，同時讓七重冥王服下九日難的藥丹，意圖透過他控制魔域。隨後往雲渡山揭破海殤君身負重傷的真相，引來魔域兵馬將他擊殺，但海殤君早看穿其圖謀，順勢詐死退居幕後。也在山濤君意圖毀去海殤君身體時，素還真所化的神秘女郎及時搶入，反以一招麓馬飲泉打出他的原形，事後曾提點七重冥王，宇宙神知的靈氣在魔域凝聚，但七重冥王不以為意。
在海殤君揭破他暗害七重冥王的九日難後，與山濤君力戰，派遣大將龍琴一品殺退魔域兵馬。後來山濤君生擒素續緣，本來打算用九日難毒化他，但反而助他由不知名恢復原身。而山濤君也在十里斷腸崖擺下陣局，連魔魁之女所化的末情天跟素還真所化的神秘女郎都闖不過，山濤君與靜天雲岫君聯手力戰海殤君，海殤君化去雲岫君的白雲出岫和山濤君的山冥哭影，接著再以擎羊嘯天擊斃山濤君。

## 戰獸天戮
在異度魔龍被一頁書用千年一擊射殺後，直到棄天帝降臨紅塵認為魔龍難救，索性將魔龍殘餘力量集結轉化成一頭戰獸天戮，此獸只有單純的殺戮天性，皮堅勝鐵，神兵利器也無法傷之分毫，不能人語但吼聲如雷，夾帶強烈的爆破氣流。
在棄天帝的命令下，戰獸天戮由拜江山以魔令控制，專司於獵殺武林人士，極道天權、絕鳴子、雲中生等人都死在他利爪下。直到三先天中的佛劍分說再出江湖方遏止其殺戮，但就算佛劍分說聯合疏樓龍宿圍剿，卻仍無法消滅戰獸天戮，但佛劍與龍宿最終獲得雅僧佛公子指點，將聖魔兩氣同時灌入其腦中，引發魔氣衝爆，震碎其身軀，而佛公子也將戰獸殘餘魔氣吸收洗滌。

## 深流君
於霹靂經武記之梟皇論戰第22集初登場，於霹靂經武記之梟皇論戰第36集退場。火宅佛獄四邪諦之首，持扇文生扮相，性格陰冷深沉、狡猾詭詐，乃見風轉舵、鼠尾兩端之輩。當年咒世主封印魔王子時，四邪諦化為木像加強封印，在被魔王子解除封印釋放後，召集風世魃鬼與紅狐九尾兩人，評估與魔王子敵對的勝算，得知四邪諦最強拖刀者已死，選擇臣服於魔王子麾下。 
而後殢無傷討戰魔王子，對殢無傷心生不滿，兼之受到殢無傷劍魄影響，出手便攻，反被殢無傷墨劍封喉，氣絕身亡。深流君死後，屍體被魔王子踢到一旁，並使四邪諦紅狐九尾、風世魃鬼逐漸失去價值。

## 神秘劍客風隨行
詳見風隨行

## 俠刀．蜀道行
於霹靂九皇座第21集登場，於霹靂劫之闍城血印第26集退場。

## 神患
文武兼備型的邪靈高手，乃未來之宰手下首席大將，登場於霹靂神州III之天罪 第34集，在霹靂天啟第13集死於殮屍不化骨。
當年曾跟暴雨橫禍、邪見三毒共創神妄絕式的邪靈梟雄，極為敵視儒聖佛門，因此在臥佛一枕眠勸服邪靈時，神患堅持不肯屈服，被臥佛以剋邪珠所制，後為未來之宰解除束縛，至此臣服麾下，曾用剋邪珠讓小西天傳衣三法誤會臥佛，並在殺了他們三人後，引出其前輩問師西來意跟雷霆一武禪，將臥佛禁制三成功力，成為未來之宰順利剷除臥佛的因素之一。
神患在棄龍九脈之中表現亮眼，先是以剋邪珠打得大紅袍癱瘓，隨即又創惡海鮫祖，跟伏龍先生戰成五分，幫助未來之宰阻絕臥佛的所有助力。但在調查黃泉引者時，遭到殮屍不化骨殺害，臨死前放棄重生引爆自身的邪元珠救回受困天障之漏的兩名同修暴雨橫禍、邪見三毒重生。

## 神之子
乃是太學主利用一夕海棠所留下的血脈，承有前代死國之神的力量，因而被天者、地者稱作死國等待千年的救贖，登場於霹雳震寰宇之刀龙传说第21集，在霹靂震寰宇之兵甲龍痕第13集被天者帶入萬妖爐煉化吸收，最終於霹靂經武紀之梟皇論戰第7集，因為夜神的貫元一槍成功刺殺冥王啻非天，而消逝於人間。
神之子是太學主和一夕海棠一夜留情後所懷上的神子，在刀無極照料下順利誕生，曾引起閻王鎖、天狼星、問天敵及天者所遣的閻王祖等人爭奪，所幸天生具備死國之神流傳之神力，使人無法忍心傷害他，最後在羅喉保護下由君曼祿照料，於躲避至寒光一舎後，被楓岫主人決定送回死國，換取暫時關閉死國和苦境的連接，神之子因而被天者、地者奉為死國領導，由琴奴服侍。
被送入死國後，漸生神智的神之子以稚齡之身透過天者傳達出各種命令，甚至包含復活阿修羅建造莫汗走廊、約見無界尊皇、銀月貪狼、夜神等，似乎隱約察覺天者另存圖謀，但這些命令也叫天者巧言轉移目標而多未達成，僅有復活阿修羅一事被落實。
於天葬日月降臨之時，因妖世浮屠的衝擊死國，神之子受到重創老化，而死國也喪失水、土兩大元素，透過天者指示夜神奪取無淚之淚、用練之菁製造的死神雙鐮修補死國元氣。後來經由笑劍鈍持刀無極遺書勸說，首肯與苦境和談，讓地者救回楓岫主人性命，並和一頁書正式締約，互換一滴心血，後來終於順利見到阿修羅後，一開口便要阿修羅殺死自己，但阿修羅卻未答應。而在天者秘密命令阿修羅製造的萬妖爐完工後，被天者攜之入內煉化，使天者蛻變成冥王啻非天。

## 上官知禮
儒教世外書香五儒生之一，知書達禮、恪守分寸，是五儒生中唯一安分處於教門者，在三教擁立非凡公子成立霹靂王朝後，為探查祭血魔殿秘密時，和集元师太一同被金小開殺害。

## 聖夫子
是世外書香儒門教主，博覽詩書、通曉天文地理，與老佛、道尊並稱三教主，登場於霹靂王朝第21集，在霹靂幽靈箭第二部第9集斃於亂世間的「佛法無邊」一招之下。
與老佛、道尊並稱三教主，在圍攻魔魁時身中血烙魔氣不僅功力日益消退，更有入魔之虞，因而隱居於青雲塌，並將儒教武典跟日光雲影的刀法傳給素還真。爾後，在素還真舉薦下，覓得傳人劍君十二恨，將畢生所學盡傳之，但在不歸路上劍君卻不忍下手，聖夫子終究在魔魁之女、血靈魔尊先後催動魔咒下，徹底魔化為虎作倀，曾出手擊傷聖賢諸，後在往天機湖襲殺葉小釵跟劍君十二恨時，遭亂世間擊斃。

## 疏樓龍宿
為儒門聖地學海無涯的太學主所出高徒，個性詼諧自信中暗透著果斷與無情，行事喜好華麗，無特別善惡觀念。其為儒教頂峰，與劍子仙跡、佛劍分說並為三教頂峰，別稱三先天，另名「三教流氓」（秦假仙命名）。
創立組織儒門天下，自任其首，為儒門龍首，簡稱龍首，更與北嵎皇城之高層熟識。
曾唆使傲笑紅塵好友君楓白盜取劍譜，在事後欲殺人奪書，卻只取得半本劍譜。
在好友劍子仙跡之邀約，及劍君十二恨的請求，始涉紅塵。
因與西蒙約定結盟，而洩漏傲笑紅塵行蹤，被佛劍分說所阻後，更自行出手，以闢商劍重創傲笑紅塵，但因君楓白救助而未能殺之，更為此與劍子仙跡，佛劍分說為敵。
在被劍子震出闢商原貌後，向西蒙提出想加入嗜血者的意圖，而為冰爵禔摩嗜血，但拖至日升，因而成為非嗜血族王者卻能日行之異類。
後為防止出手金銀鄧九五所造成之血禍，劍子仙跡一度以偽造之傲笑紅塵手書化解佛劍分說與疏樓龍宿之心結。
霹靂奇象中一度再出，疏樓龍宿仍不減風采，但受公法庭所託，因而捐出邪之刀。
霹靂神州Ⅲ之天罪時，因雅僧佛公子告訴佛劍分說，其正隱居於一派秋容‧三分春色，而為佛劍分說尋得，並勸說成功，再渡紅塵。
復出首戰敵人為棄天帝所創造的戰獸天戮，第一次因魔獸異能未能取勝，而有雅僧佛公子告知方法後，方與佛劍分說以聖魔雙氣（嗜血者之氣與佛牒聖氣）擊殺魔獸，但因此受傷。
再戰便是棄天帝，因先觀察過一頁書、風之痕與棄天帝之戰鬥，再由神宮內部習得神之招，而擊毀棄天帝肉身。
尋找盜走沙溶神法玉陽君，要求其救出被磐隱神宮同化的劍子仙跡與佛劍分說，被玉陽君以未征求女帝織語長心同意而拒絕，後入朱雀殿面見女帝，因其身上有抗拒戒璽之力的不折之花，假意被羅喉戒璽控制向女帝稱臣，獲得首肯後成功救出劍子仙跡與佛劍分說，但兩人因靈識飛散，而未醒來。
為恢復劍子仙跡與佛劍分說神智和功體，前去尋太學主求助，並由收魂咒無怨尋得殘餘靈識(神智)，成功救醒兩人!
後來龍戰八荒時三教頂峰再度現身，並在與滅度三宗之對決對上了邪釋主異法無天，兩人實力不分上下。
在與拂櫻齋主、極道先生及天狼星一同突破莫汗走廊，眾人卻因結界影響之下不敵阿修羅，為掩護眾人退走，
使用了嗜血者最高王權不世王權．祭血神威與阿修羅對抗，但還是不敵，龍宿的身體枯老，最終還是身亡……
劍子仙跡與佛劍分說因香獨秀，無心的一句話，而對龍宿的死存疑，因而開棺驗屍，證實疏樓龍宿留下復生後路。
在劍子仙跡慘敗於燁世兵權時，成功解救劍子仙跡，因為劍子仙跡滿腹黑水的關係，故救活後，將其比喻成「禍害」。

## 殊十二
自古聖王有十命，一命天，一命地，一命生死，一命江山，命懺有七，朱筆籙魂，繁華眨眼，如露如電，如夢幻泡影。
戢武王孿生雙子，甫誕生便被鬼覺神知所奪，自幼接受其栽培，在險惡的生長環境中，依然不改其善良本心。但也在與鬼覺神知周旋過程中，學會了偽裝自己真正心緒，外表以鬼牌的小丑偽裝歡樂，實則潛藏著悲哀。 
- 武學：伐命之風、玄黃廢世、或天廢道、或天一舞‧天下動風、八龍逆道‧天下盡廢、八龍逆氣‧天下共風、蒼穹俱寧

十卷合一：廢天地生靈‧滅清寧神裂
八卷合一：神歇滅世‧裂破天地‧八龍共誅‧清靈瀆引
六卷合一：廢天地‧神歇清‧引氣黷武‧破殺千里、神歇裂廢‧八龍逆武‧天地共撼
四卷合一：裂天廢地‧八龍引誅‧破殺千里、廢天神滅‧引氣破殺
三卷合一：一氣瀆引‧神動天地
雙卷合一：八龍逆氣‧裂神破世、生死動滅
雙卷同出：地毀千嶽‧裂宇之濤、神變之景‧群邪清平、裂天之毀‧神殺之撼
- 兄弟：槐破夢
- 父母：劍之初(父)、玉辭心(母)
- 兵器：或天戟、水晶權杖

## 帥輕皇
是汗青編初期主事掌令者，且為王者之路留招者無相於霹靂狂刀之創世狂人第14集中初次登場，後在霹靂雷霆第1集被四飛天所殺。
帥輕皇曾化身為王者之路中慾望之海的留招者無相，當初留招時覆臉遮容不露真貌，故舞造論以「無相」為代號，其真實身份是汗青編的帥輕皇，心胸狹隘且自負，策劃諸多陰謀如支援白雲驕霜、派人殺害素續緣等，陷害素還真、莫召奴，在素還真為報殺子之仇攻入汗青篇時以慾望之海破解素還真的日月同天，後來更用從沉世老叟處換來的日月同天炮製靜念禪寺等三教血案，不僅奪取素還真的三世金身進行威脅，也間接引誘雲廬劍僧出面針對素還真，暗中培植左非授與慾望之海劍招假冒身分，使無相跟帥輕皇兩個身份可以靈活變化。
在舞造論被掠食者打敗放逐後，帥輕皇以無相的身份伺機運籌奪取王者之路，曾搧動秋水宴劍者出面向舞造論強索滄海劍理、鉅鑄錄兩書，並讓磊公探查瘋癲的舞造論意識。最後反遭素還真用謀將了一軍，恢復意識的舞造論假作痴傻用王者之路的劍譜把無相引入陷阱，聯合素還真、龍眼佛、莫召奴一舉將他擒下，龍眼佛更廢去其一身功力，但左非冒充的假無相適時頂替，使素還真等人要指證無相為帥輕皇的舉動徒勞無功。
儘管帥輕皇被汗青篇救回，卻被棄若敝屣，無奈下帥輕皇投靠大汗，為赫沙出謀劃策，封為六藝授業官，並拜師四飛天習得野性刀法，功力更甚從前，一舉斬殺取代自己無相身份的左非洩恨，但不久後挑戰莫召奴失敗，又遭逢劍魔傲神州，帥輕皇不敵劍魔被擒，被迫帶劍魔往見四飛天，結果在劍魔與聖定交手時，誤中聖定一掌而筋骨重創，被四飛天認為無用殺之。
1. ↑   （页面存档备份，存于） 霹靂開疆記第二十集
2. ↑   （页面存档备份，存于） 霹靂開疆記第七集
3. ↑   （页面存档备份，存于） 霹靂開疆記第十一集
4. ↑   （页面存档备份，存于） 霹靂開疆記第十九集
5. ↑   （页面存档备份，存于） 霹靂開疆記第二十二集
6. ↑   （页面存档备份，存于） 霹靂開疆記第二十三集
7. ↑   （页面存档备份，存于） 霹靂開疆記第二十六集
8. ↑   （页面存档备份，存于） 霹靂開疆記第二十七集
9. ↑   （页面存档备份，存于） 霹靂眼第六集
10. ↑   （页面存档备份，存于） 霹靂眼第十八集
11. ↑   （页面存档备份，存于） 霹靂至尊第一集
12. ↑   （页面存档备份，存于） 霹靂至尊第十一集
13. ↑   （页面存档备份，存于） 霹靂至尊第十二集
14. ↑   （页面存档备份，存于） 霹靂震寰宇之刀龍傳說第28集
15. ↑   （页面存档备份，存于） 霹靂震寰宇之兵甲龍痕第34集
16. ↑   （页面存档备份，存于） 霹靂震寰宇之兵甲龍痕第3集
17. ↑   （页面存档备份，存于） 霹靂震寰宇之兵甲龍痕第5集
18. ↑   （页面存档备份，存于） 霹靂震寰宇之兵甲龍痕第13集